# Kermia producta
Kermia producta é uma espécie de gastrópode do gênero Kermia, pertencente a família Raphitomidae.